# Beni Maouche
Beni Maouche ou Aīt Maouche (en kabyle : At Wemɛuc, en arabe: بني معوش) est une commune algérienne, située dans le sud de la wilaya de Béjaïa, en Kabylie.
Cette commune se situe au pied de la montagne de Achtoug. L'activité principale de cette région est agricole connue par la production de la figue sèche et de l'huile d'olive.

## Géographie

### Localisation
| Seddouk                      | M'cisnaModèle:•Beni Djellil | Ferraoun             |
| AmalouModèle:•Bouhamza       | Beni Maouche                | Beni Mouhli (Sétif)  |
| El Main (Bordj-Bou-Arreridj) | Beni Ourtilane (Sétif)      | Beni Chebana (Sétif) |

### Lieux-dits, écarts et quartier
Beni Maouche est composée des localités suivantes :
Aguemoune, Tiwal, Bouikni, Tizeght, Aït Ouamar, Taourirt, Ighil Ouatou, Igheldène, Djabia Kelaa, Akour, Tagounith Ighil, Boubirek, Iamarène, Iboudraane, Ibaazizène, M'Zita, Laazib Oualouache, Idjedarène, Amegroud, Aourir, Tiksarine, Taazibt, El Had, Tala Tinzar, Laazb Sidi Sadek, Ighzer Oubelout, Trouna (issue de nom berbère outrounen qui signifié habitants proches des Étoiles).

## Histoire
Avant l'époque coloniale française, l'appellation Laarache, fraction de la tribu des Ath-Aidel, une confédération de tribus qui englobe les tribus suivante (Ras-Tala-Tinezar, Chebana et "kaf beni khier" . Cette dernière compte sept villages d'Aguemoune, Othronen, Tizekht, ledjabia, mzita et beni maouche qui englobe deux bourgs (tagnit n yighil et boubirek). 
À l'instauration de régime civil par l'administration coloniale française, la localité a été rattachée à la commune mixte de Guergour. L'administration a donné au départ le nom d'El caf beni kheyar , ensuite Beni Maoouche en hommage au Caïd issu du village et la commune porte toujours ce nom colonial.
Letnayen était un petit village et grandit sans cesse avec l'extension de nouveaux quartiers.
La région a vu beaucoup de ses enfants donner leurs vie à la cause nationaliste durant la guerre d’Algérie, elle compte pas moins de 1014 maquisards morts au combat (chahids). Connue pour être un fief inexpugnable du combat pour l’indépendance de l’Algérie, beaucoup de maquisards notoires sont issus de la région tels que le commandant Si Hmimi Oufadhel, Si Arezki l'aures, Boukider Slimane, Bourdouz Abderrahamane, Ounas Arab, Chellah Mohand El mouloud, Hilem Saad et autres.
Le 10 novembre 2000, la région a été ébranlée par un séisme d'une magnitude de 5.4 sur l'échelle de Richter dont l'épicentre était localisé à Beni Ourtilane.

## Toponymie
À l'époque coloniale française , l'administration française, à travers ses « bureaux arabes », procède à l'arabisation des noms des lieux. C'est ainsi que, par exemple,  ath imaouche est transformé en beni maouche, imazithen devient m'zita ou encore le mont achtoug en djebel trouna , enfin trouna est la forme arabisée d'othronen.

## Économie

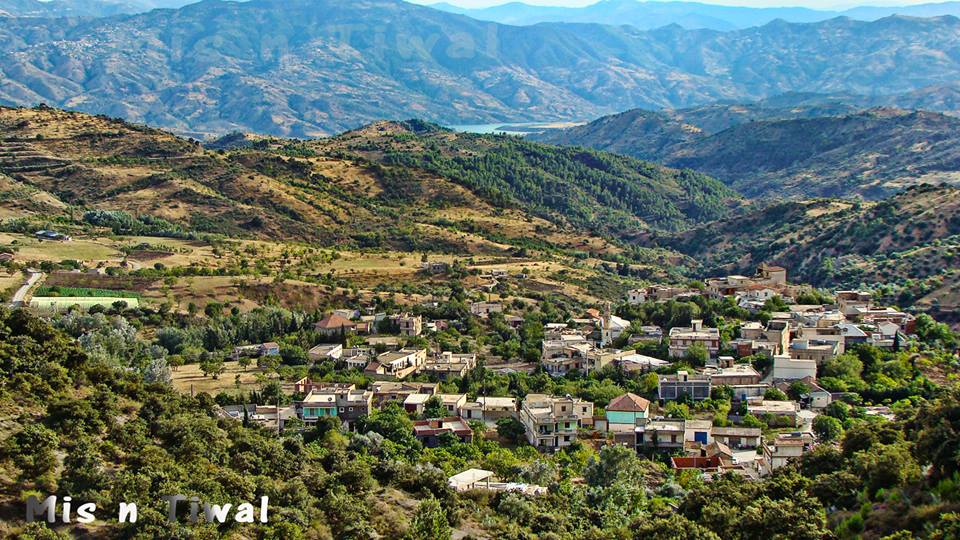
Vue du village Tiwal à Ait Maouche (Beni Maouche)

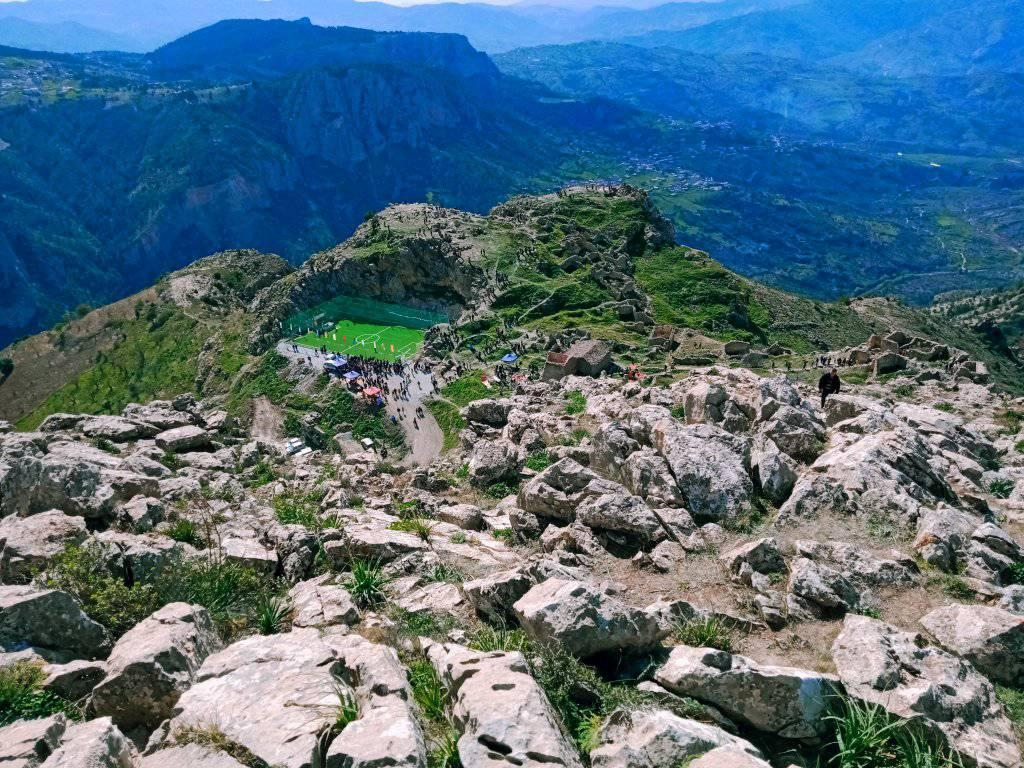
Stade de proximité d'Ath khiyar - Ait Maouche

En plus des infrastructures laissées par les colons (quelques habitations, l'ancien siège de Daira), le chef-lieu communal, Letnayen connait un grand développement démographique et économique et contribue fortement aux caisses de la commune par les divers commerces installés par ses habitants et par ceux venant des autres communes avoisinantes. L'habitat est également un secteur dynamique (construction de villas, immeubles, etc.). Le souq n let (marché du lundi) ensuite le mardi est considéré comme l’un des plus importants de la région.
Sa position en fait une étape clé pour les voyageurs souhaitant aller vers Béjaïa, Seddouk, Akbou, Alger et Setif.
La région est connue pour la qualité de la figue sèche de Beni Maouche et sa région. Il aura suffi d’une participation, en 1986, à la foire de Cherbourg pour que la figue de la région obtienne la reconnaissance des spécialistes et remporte le premier prix au concours organisé lors de la foire. Alors que l’exportateur Tamzali exportait ce produit, jusqu’à la fin des années 1960, dans quatorze pays européens. Une surface de près de 1 000 ha est consacrée exclusivement à la culture biologique de la figue sèche, la récole annuelle est estimée à 9000 quintaux.
La figue sèche de Beni Maouche a obtenu le 24 juillet 2016 le label IG (Indication Géographique) en même temps que la Deglet Nour de Tolga.
Le lait coule en abondance dans cette localité classée « première, question production laitière ».
La commune est réputée aussi pour ses réparateurs de cardans (mécanique-auto) qui détiennent le monopole de cette activité et qui exercent sur tout le territoire national. On recense « pas moins de 100 réparateurs attitrés ». La majorité issue du village Tiwal, aguemoune n at khiar et ledjabia

## Climat

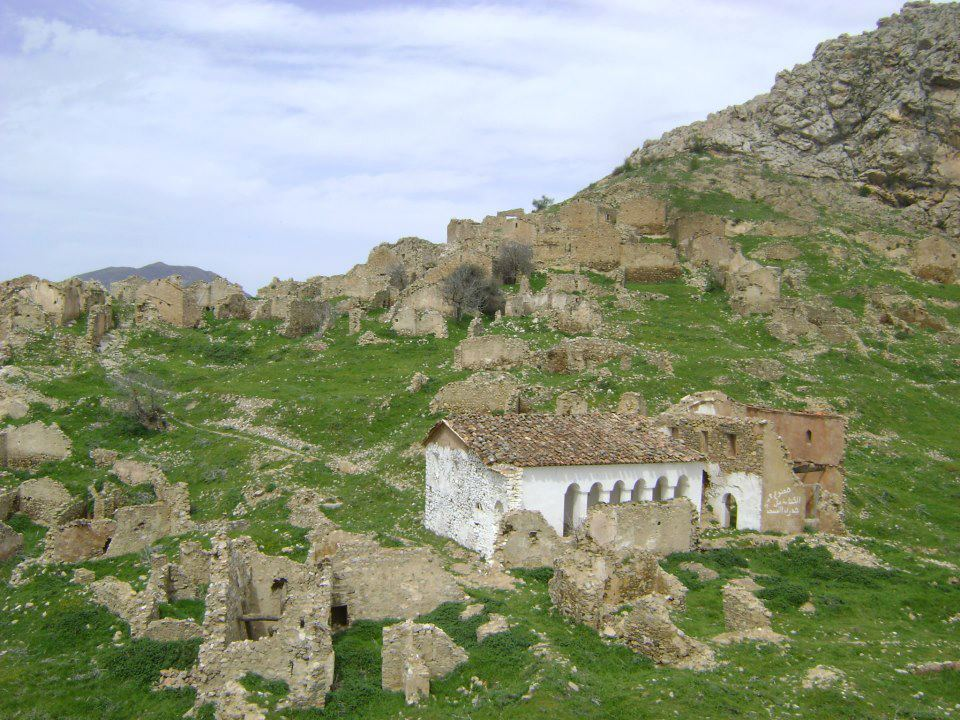
Lieu du tournage du premier film kabyle La colline oubliée à Beni Maouche

Le territoire de la commune étant d’une manière générale constitué d’un relief accidenté dont les creux et les monts sont très prononcés représentant des crêtes le long desquels sont fondés des villages. Le point culminant est Achtoug 1 392 m d'altitude, l'ancien village Othronen 1 136 m, ath kheyar avec 1 054 m d’altitude, Tizekht 872 m, Aguemoune 810 m, ath adjissa 843 m, tiwal 600 m, et laazib sidi sadek 470 m.
Le réseau hydrographique dont dispose la région est constitué essentiellement de l’oued Bou Sellam et de plusieurs cours d’eau temporaires. La commune dispose seulement de deux retenues colinéaires opérationnelles, de plusieurs puits et sources à usage surtout domestique. L’indisponibilité d’importants aquifères pose d’énormes problèmes, plusieurs puits arrivent à épuisement en période estivale. Quant au climat de la région, il est en général à tendance continentale semi-aride car la chaîne du Djurdjura amortit l’influence de la Méditerranée, et les précipitations sont caractérisées par l’irrégularité et l’agressivité ; elles sont suffisantes en hiver et faibles en été. Pour ce qui est des températures, elles sont très variables, avec un hiver rigoureux et un été très chaud et sec.

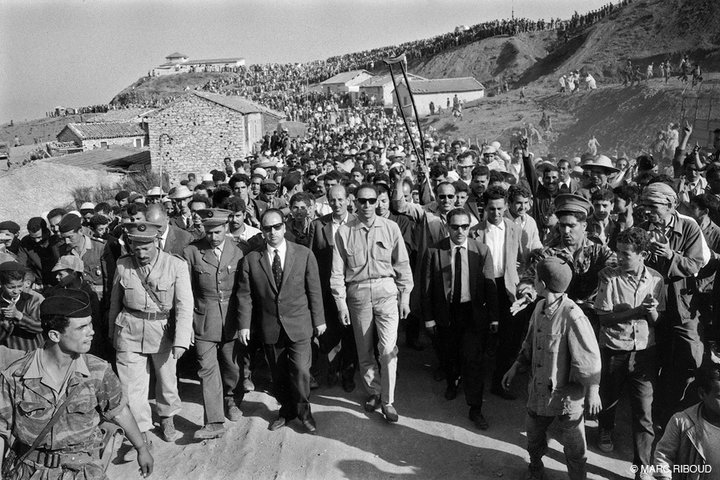
Krim Belkacem, Mohammed Boudiaf, Hocine Ait Ahmed, mohand oulhadj et Si Hmimi Oufadhel à Beni Maouche en 1962

## Personnalités liées à la commune
- le commandant Si Hmimi Oufadhel, natif du village aguemoune, chargé par le colonel Amirouche, de la sécurité du Congrès de la Soummam, le 20 août 1956 à Ifri
- Arezki laures, natif du village tala n'tinzar faisait partie du groupe de Mostefa Ben Boulaïd activant dans les Aurès. Ben Boulaïd l’avait affecté dans la vallée de la Soummam.
- Boukider slimane, natif du village Tiwel , maquisard , chef de la région 3.
- Bourdouz Abderrahamane, commissaire politique, natif de Tagounith-Ighil , son nom a été donné à l’école des cadets de la nation de Béjaïa .
- Battache Ali, natif d'Aguemoune, historien, et écrivain auteur d’études sur la confrérie Tariqa Rahmania.
- Akli Kebaili , natif du village Tiwel , écrivain et militant de la cause berbère.
- Lamari Idris, natif d'Aguemoune militant de la cause berbère, il faisait partie des 24 détenus du printemps berbère, le 20 avril 1980.
- Cherif Hamia, natif du village Ait-Adjissa, champion du monde de boxe, il a remporté les prestigieux Golden Gloves le 16 juin 1953 au Chicago Stadium (USA).

## Références

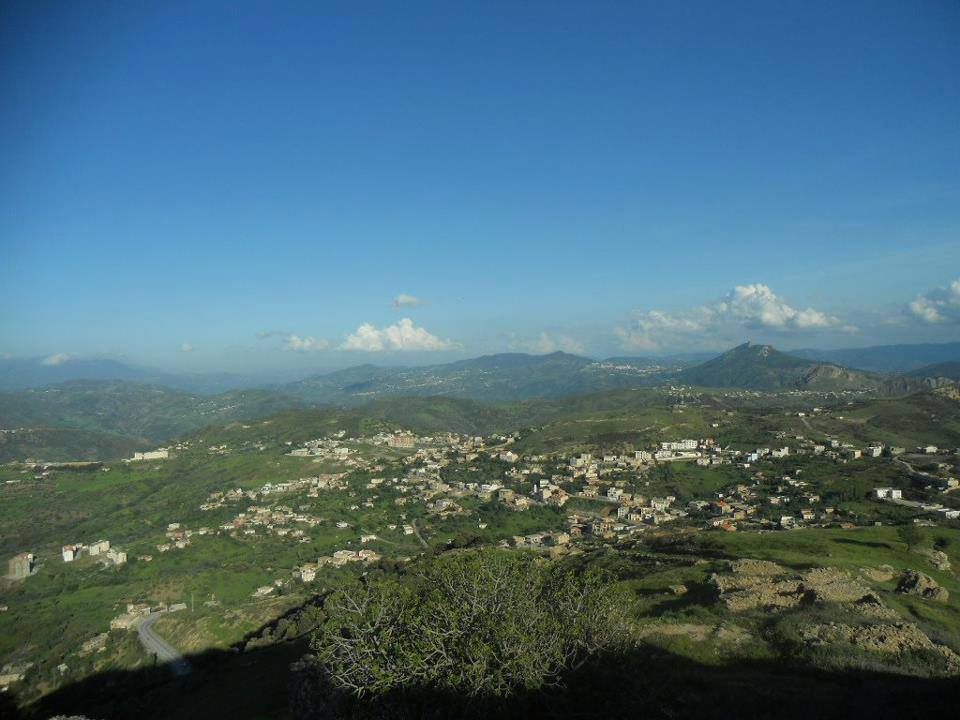
Ait Maouche - Beni Maouche, vue générale sur le chef lieu (Letnayen)